# Ахмад Албар
Ахмад Сайех Албар (индон. Ahmad Syech Albar; 16 июля 1946, Сурабая, Восточная Ява) — индонезийский рок-музыкант, певец, автор песен, актёр, основатель группы «God Bless».

## Биография и творчество
Родился в семье арабских эмигрантов. В 1965 году переехал в Нидерланды. Вернулся на родину в 1972. В 1973 создал рок-группу «God Bless», в которой стал вокалистом и автором песен. Первое выступление состоялось 5 мая 1973 года в Парке Исмаила Марзуки в Джакарте. 16 августа 1973 года, накануне Дня независимости, группа организовала крупнейший в Индонезии концерт на открытой площадке. В 1975 ансамбль выступал для разогрева публики перед концертом Deep Purple в Джакарте. В 1976 году вышел первый альбом группы «Домик на холме».
С 1977 году стал выступать в дуэте с Учоком Харахапом, под названием «Дуо Крибо» (рус. Двое курчавых), и выпустил альбомы «Проклятый ад» (1977), «Старая проститутка» (1978), «Жизнь — это театр» (на слова Тауфика Исмаила, 1979). В январе 1979 года с песней «Уличные мальчишки» участвовал в концерте «Свара Махардика» (постановщик сын президента Сукарно — Гурух Сукарнопутра). В этом же году записал альбом в стиле дангдут «Закия» совместно с Антоно и Титик Пуспа. В 1980 году вышел второй альбом группы «God Bless» «Зеркало». В 1983 году принял участие в 11 Национальном фестивале поп-музыки с песней «Секрет вселенной».
В 1990 году создал новый ансамбль «Гонг 2000», первое выступление которого состоялось 26 октября 1991 года на стадионе Сенаян (100 тыс. зрителей). С этим ансамблем было записано 4 альбома: «Горящие угли Востока» (1991), «Гонг вживую» (1992), «Воин» (1993), «Буря» (2000). Продолжалось также сотрудничество с «God Bless»: альбомы «Чёрные муравьи» (1988), «Великан» (1989), «Как дела?» (1997). 7 февраля 2004 года в Куала-Лумпуре участвовал в концерте, посвящённом годовщине создания малайзийской поп-группы «Search».

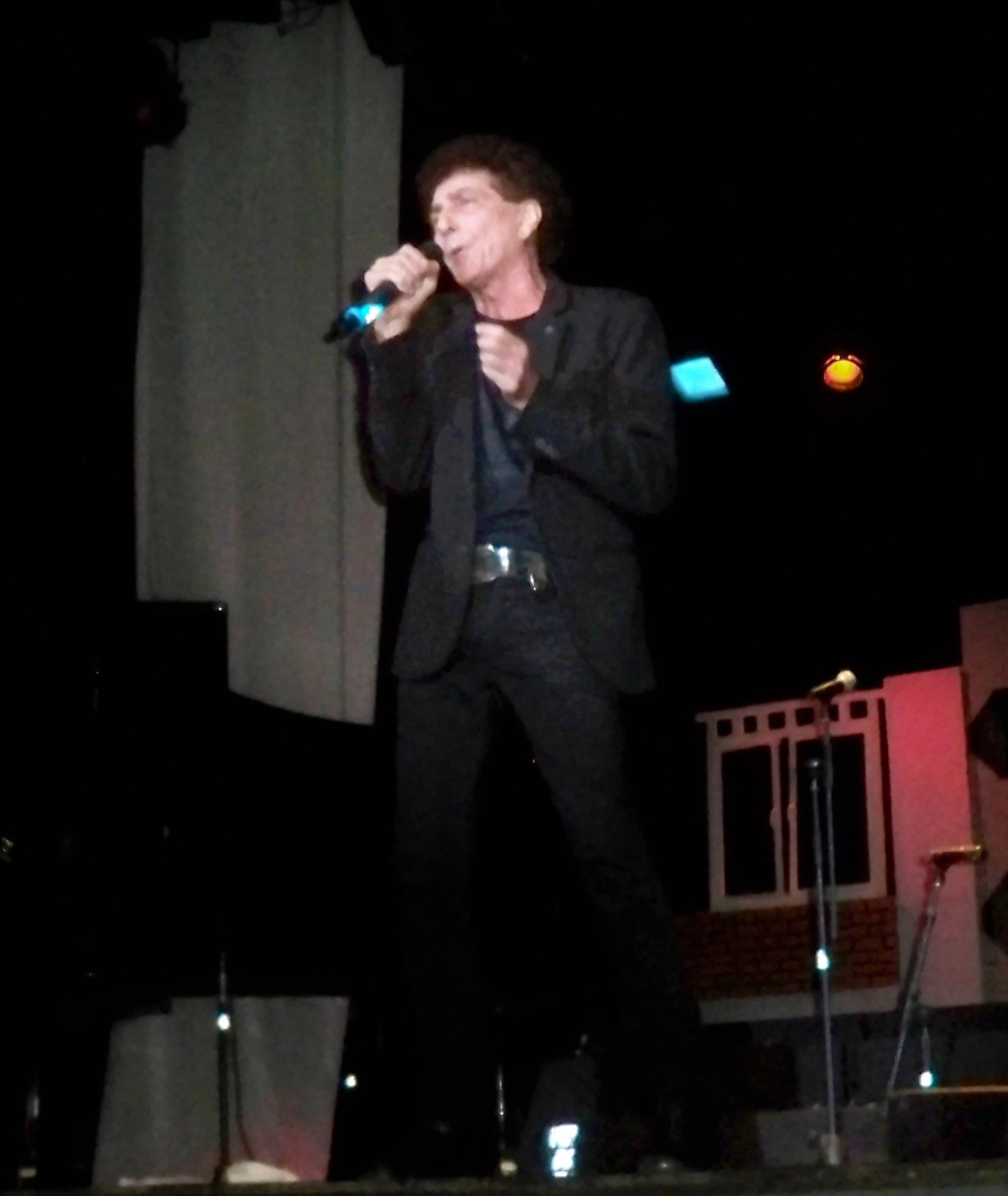
Ахмад Албар на концерте, посвящённом 80-летию поэта Тауфика Исмаила. Джакарта, 5 сентября 2015 г.

В ноябре 2007 года был арестован за хранение экстази и приговорён к восьми месяцам тюрьмы. В середине 2009 года выпустил совместно с «God Bles» альбом «Тридцать шестой», а в середине 2010 года совершил концертное турне по Индонезии. В июне 2011 году участвовал в концерте, посвящённом 40-й годовщине Рок-кафе Джакарты. Снялся также в нескольких фильмах. 5 сентября 2015 года вместе с Титик Пуспа и Бимбо исполнял песни на слова Тауфика Исмаил в концерте на торжествах по случаю 80-летия поэта.

## Награды
- Звание «Лучший вокалист года» журнала «Актуил» (1976)
- Победитель конкурса песен для юношества радио Prambors FM (песня «Сажа», 1977)
- Пять песен Ахмада Албара «Жизнь», «Наш дом», «Проклятый ад», «Жизнь — это театр» и «Войне» вошли в 2009 году в список индонезийской версии американского журнала Rolling Stone лучших индонезийских песен всех времён[2].

## Фильмография
- Генерал Канчиль (1958)
- Амбиция (1973)
- Лейла и Маджнун (реж. Шуманджая, 1976)
- Для тебя, моя Индонезия (реж. Ами Прийоно, 1980)
- Мелодия любви (1980, исполнил пять песен совместно с Элви Сукаэсих)

## Семья
Отец Сайех Альбар, мать Фарида Алхасни. С 1978 по 1994 был женат на актрисе Рини С. Боно, имеет троих сыновей: Фахри Албар (актёр), Оззи Албар и Фаузи Албар (музыканты)